# یواس‌اس مونت‌کلر (آی‌دی-۳۴۹۷)
یواس‌اس مونت‌کلر (آی‌دی-۳۴۹۷) (به انگلیسی: USS Montclair (ID-3497)) یک کشتی بود که طول آن ۳۷۷ فوت (۱۱۵ متر) بود. این کشتی در سال ۱۹۱۸ ساخته شد.